# Cissie Stewart
Sarah Gillow Marshall „Cissie” Stewart (ur. 19 lipca 1911 w Dundee, zm. 8 stycznia 2008 w Troon) – szkocka i brytyjska pływaczka. Srebrna medalistka olimpijska z Amsterdamu.
Zawody w 1928 były jej jedynymi igrzyskami olimpijskimi. Srebrny medal zdobyła w sztafecie kraulowej, wspólnie z nią tworzyły ją także Joyce Cooper, Ellen King i Vera Tanner. W 1930, startując w barwach Szkocji, zdobyła dwa brązowe medale Igrzysk Imperium Brytyjskiego: na dystansie 400 jardów stylem dowolnym oraz w sztafecie w stylu dowolnym 4 × 100 jardów.